# 卡洛斯·普拉茨
卡洛斯·普拉茨·冈萨雷斯（西班牙語：Carlos Prats González；1915年2月2日—1974年9月30日）是智利陆军军官、政治家，曾任智利陆军总司令、萨尔瓦多·阿连德政府的内政部部长、国防部部长。1973年智利政变后和家人流亡阿根廷，1974年9月，他和妻子索菲亚·库思伯特在布宜诺斯艾利斯在取车时，遭到奥古斯托·皮诺切特军政府派出的特工安装遥控炸弹袭击身亡。